# Vladimir Ćutuk
Vladimir Ćutuk ↓a, bivši hrvatski nogometaš. Brat Mario također je bivši nogometaš.

## Karijera

### Igračka karijera
Karijeru je započeo u mostarskom Veležu iz kojeg 1980. godine prelazi u Hajduk iz Splita. Za Hajduk je debitirao u prvenstvenoj utakmici 24. kolovoza 1980. u Banjoj Luci protiv domaćeg Borca (1:0).
Statistika u Hajduku
| Natjecanje        | Nastupi | Zgoditci |
| ----------------- | ------- | -------- |
| Prvenstvo         | 13      | 0        |
| Kup               | 1       | 0        |
| Superkup          | 0       | 0        |
| Međunarodne       | 0       | 0        |
| Splitski podsavez | 0       | 0        |
| Ukupno            | 14      | 0        |
| Prijateljske      | 26      | 1        |
| Sveukupno         | 40      | 1        |

Nakon Hajduka igrao je u Rijeci i Zadru.